# Costa (famiglia)

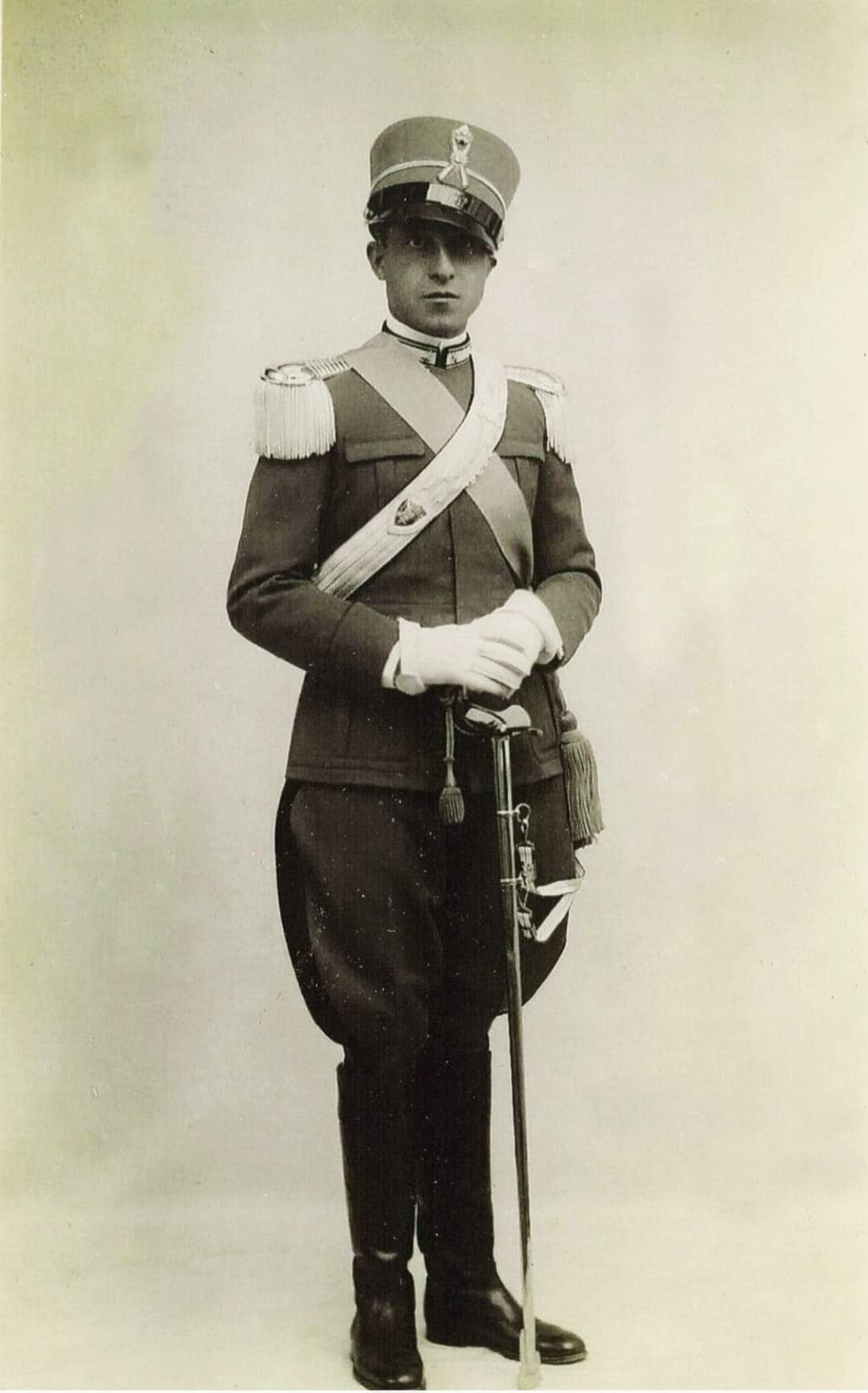
Barone Giuseppe Emanuele Costa

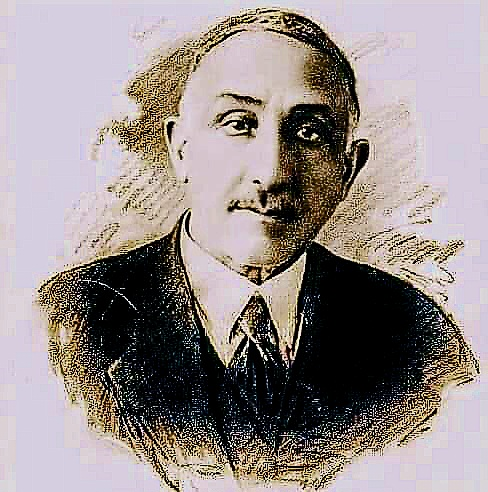
Barone Virgilio Giuseppe Costa

I Costa furono una famiglia aristocratica della Repubblica di Genova. Nel XV secolo si hanno tracce di questa famiglia e del suo fondatore Emanuele Costa. Se ne hanno memorie dal 1204 A. C. quando un Alemanno di nome Costa espugnò Siracusa ai pisani prendendone il comando per conto dei Genovesi

## Storia
Fe Una delle più antiche e conosciute famiglie italiane di origine genovese è quella dei Costa,ben nota in tutta la nazione per il suo contributo all’interno dell’industria molitoria e vinicola.Ripercorrendo il cammino dell'antica industria di Cagliari, possiamo affermare che, in campo molitorio, la casata dei Costa ebbe un ruolo di prim’ordine.
 Il Molino Costa sorge intorno al 1890, in un locale sito nel Viale San Pietro, per iniziativa di Emanuele Costa cui si affiancano i figli Giovanni e Giuseppe. L'impianto era meccanizzato e comprendeva alcuni laminatoi, una semolatrice e diverse pulitrici; al suo interno si macinava il grano duro e la produzione giornaliera oscillava tra 120 e i 150 quintali di semola e crusca che venivano venduti in tutta l’isola. Con la morte del fondatore, subentra nella direzione anche il terzo figlio Virgilio; dopo alcuni anni muore Giuseppe e l'azienda muta la ragione sociale in C. & V. F.lli Costa. Con l’avvento della Prima Guerra Mondiale si decide di aumentare il personale e comprare attrezzature specializzate per la macinazione dei grani teneri, in modo da produrre anche la farina per il pane da vendere ai forni.
 Infine, intorno al 1930, il molino subisce una radicale trasformazione: passa da un piccolo locale a un edificio a sei piani tra la Via Roma e il Viale Trieste e viene completamente automatizzato; la produzione sale così ad oltre 400 quintali di produzione giornaliera.